# Tsutsui Noriaki
Noriaki Tsutsui (sinh ngày 15 tháng 8 năm 1976) là một cầu thủ bóng đá người Nhật Bản.

## Sự nghiệp câu lạc bộ
Noriaki Tsutsui đã từng chơi cho Yokohama Marinos, Tokushima Vortis và Albirex Niigata.